# 14057 Manfredstoll
14057 Manfredstoll este un asteroid din centura principală de asteroizi.

## Descriere
14057 Manfredstoll este un asteroid din centura principală de asteroizi. A fost descoperit pe 15 ianuarie 1996 la Linz de Erich Meyer și Erwin Obermair. Asteroidul prezintă o orbită caracterizată de o semiaxă mare de 2,43 ua, o excentricitate de 0,13 și o înclinație de 2,1° în raport cu ecliptica.